# Allium cernuum
Allium cernuum — вид трав'янистих рослин родини амарилісові (Amaryllidaceae), поширений у США, на півдні Канади, на півночі Мексики.

## Опис
Цибулин 2–5+, довгасті, подовжені, 1–3 × 0.8–1.5 см; зовнішні оболонки містять 1 або більше цибулин, сіруватого або коричнюватого забарвлення; внутрішні оболонки білого до рожевого або червонуватого забарвлення. Листки стійкі, зелені в період цвітіння, 3–5, листові пластини плоскі, жолобчасті до широко V-подібні в перерізі, 10–25 см × 1–6 мм, краї цілі або зубчасті. Стеблина стійка, іноді 2 або більше, 10–50 см × 1–3 мм. Зонтик стійкий, нещільний, 8–35-квітковий, півсферичний, цибулинки невідомі. Квіти дзвінчасті, 4–6 мм; листочки оцвітини ±прямостійні, рожеві або білі, еліптично-яйцеподібні, ± рівні, краї ± цілі, верхівка ± тупа. Пиляки жовті; пилок жовтий. Насіннєвий покрив тьмяний або блискучий. 2n = 14.
Цвітіння: липень — жовтень.

## Поширення
Поширений у США, на півдні Канади, на півночі Мексики.
Широко зростає на вологих ґрунтах у гірських та прохолодних регіонах; 600–3500 м.